# ムジカ・リチェルカータ
『ムジカ・リチェルカータ』（Musica ricercata）は、ジェルジ・リゲティが1951年から1953年にかけて作曲したピアノ曲集。11の短い曲から構成され、演奏時間は約25分。
11曲中の6曲は木管五重奏曲『管楽五重奏のための6つのバガテル』（Sechs Bagatellen für Bläserquintett）に編曲された。

## 概要
『ムジカ・リチェルカータ』はリゲティがブダペストのリスト・フェレンツ音楽大学で教えていた時代に作曲された。当時のリゲティはバルトークを創作の理想とし、民族音楽に根ざした創作を主張していた。戦後の西側の実験的な音楽についてはまったく無知だったが、それにもかかわらずきわめて独創的な音楽になっている。
題名はイタリア語で「探求された音楽」を意味し、リゲティ本人によると自分自身のスタイルを見出そうとして作曲された。また最終曲はジローラモ・フレスコバルディに捧げられており、フレスコバルディ『音楽の花束』中の『使徒のミサ』に含まれる「信仰宣言の後の半音階的リチェルカーレ」に啓発されて書かれたものである。「リチェルカータ」という題名にもそれが反映している。自筆原稿には「11の練習曲 (11 tanulmány)」という副題がつけられていたが、印刷された楽譜には書かれていない。

## 構成
オクターヴを構成する12の音のうち、第1曲ではイ音とニ音（最後に1回だけ出てくる）の2つの音だけが出現する。第2曲では3音、第3曲では4音と1音ずつ増えていき、最後の第11曲では12の半音すべてを使用したフーガになる。第1曲と第6-8曲は全音階的、第9-11曲は半音階的である。
1. Sostenuto - Misurato - Prestissimo - 曲はイ音のみを使用し、左手で規則的なオクターブの上下するオスティナートを、右手ではモールス符号のような長短を混じえたリズムを演奏する。曲は徐々に速くなっていき、最高潮に達したところでニ音が出現して終わる。
2. Mesto, rigido e cerimoniale - 嬰ホと嬰ヘの2つの音を行ったり来たりする静かな旋律で、ペダルを使わない単旋律による部分と、低音と高音を重ねてペダルを使った部分が交替する。中間部で突然ト音が出現し、その後は最初の旋律とト音のトレモロが組みあわせられる。
3. Allegro con spirito - ハ・変ホ・ホ・トの4つの音からなる快活な曲で、ハ長調とハ短調の間を行き来する。1950年に書かれた『4手ピアノのためのソナティナ』の第1楽章を転用している[7]。
4. Tempo di valse (poco vivace - «à l'orgue de Barbarie») - 「手回しオルガン風」と書かれた、2つの和音が主旋律と無関係に交替するワルツ。ところどころに2⁄4拍子がはさまる。
5. Rubato. Lamentoso - 静かな曲で、ハンガリー民謡の影響が強い。
6. Allegro un poco capriccioso - 30秒ほどのごく短い明るい曲。
7. Cantabile, molto legato - 左手は7つの音からなるオスティナートをくり返し、右手はそれと無関係にゆったりとした牧歌的な旋律を奏でる。リゲティによるとルーマニアのバナトとセルビアの旋律イディオムを合成している[1]。この曲も『4手ピアノのためのソナティナ』の第2楽章を転用している[8]。
8. Vivace. Energico - 7⁄8拍子の高速な舞曲。リゲティによるとバルカン半島の民族音楽調の曲である[1]。
9. Adagio. Mesto - Allegro maestoso (Béla Bartók in memoriam) - バルトークの思い出に捧げられた曲で、弔いの鐘のような同一の音のくり返しから静かにはじまるが、突然ffの激しい叫びが出現する。その後ふたたび静かになる。
10. Vivace. Capriccioso - 半音階の音程による旋律(D♯ - E - F - G♭ - F - E - D♯)ではじまる[9]諧謔的な音楽。その後の和音も短二度がぶつかる。
11. Andante misurato e tranquillo (Omaggio a Girolamo Frescobaldi) - もっとも長い曲で、4分ほどかかる。フレスコバルディの半音階的リチェルカーレに啓発された、オクターブの12の音を1回ずつ使った主題(E - F - F♯ - E♭ - D - D♭ - G - C - B - G♯ - A - B♭)による厳格なフーガであるが、十二音音楽的というよりは第10曲と同様に半音階の音程を並べてオクターブを埋めたという性格が強い[9]。この曲はもと1953年にオルガン曲『ジローラモ・フレスコバルディへのオマージュ』として書かれたものである[2][7]。本人の説明によると当時のリゲティは西側のセリエル音楽について無知であり、主題が12の音から構成されているのは偶然の一致であるという[2]。

## 管楽五重奏のための6つのバガテル
1953年、ハンガリーの管楽五重奏団であるイェネイ五重奏団の依頼に応じて、リゲティは『ムジカ・リチェルカータ』から6曲を選んでフルート（ピッコロ持ちかえ）、オーボエ、クラリネット、ホルン、ファゴットのための木管五重奏曲に編曲し、『管楽五重奏のための6つのバガテル』と名づけた。この曲はハンガリー動乱が起きる直前である1956年9月にイェネイ五重奏団によって初演されたが、聴衆はこの曲を賞賛してよいのかどうか戸惑った。また短2度を多く含んでいた第6曲（ピアノ原曲の第10曲）は演奏されなかった。演奏時間は約12分。
西欧では『6つのバガテル』がまず有名になり、その影響で原曲である『ムジカ・リチェルカータ』が再認識されるようになったという経緯を持つ。
以下の6曲から構成される。
1. Allegro con spirito - もとの第3曲
2. Rubato. Lamentoso - もとの第5曲
3. Allegro grazioso - もとの第7曲
4. Presto ruvido - もとの第8曲
5. Adagio. Mesto (Béla Bartók in memoriam) - もとの第9曲
6. Molto vivace. Capriccioso - もとの第10曲

## その他の編曲
ピエール・シャリアル (fr:Pierre Charial) によるバレル・オルガン用の編曲がある。
ヴァイオリン協奏曲の第2楽章は第7曲と共通の主題を使っている。

## 使用
スタンリー・キューブリック監督の1999年の映画『アイズ ワイド シャット』の中で第2曲がテーマ曲として使用されている。
アリス・イン・チェインズはしばしば第2曲をイントロ曲として使用している。
クリストファー・ウィールドン振付、ニューヨーク・シティ・バレエ団の2001年のバレエ『ポリフォニア』 (Polyphonia) では、リゲティの他の曲とともに『ムジカ・リチェルカータ』の第2・3・4・7・8曲を使用している。